# یوری سدیخ
یوری سدیخ (به روسی: Ю́рий Гео́ргиевич Седы́х)؛ زادهٔ ۱۱ ژوئن ۱۹۵۵ – درگذشتهٔ ١۴ سپتامبر ۲۰۲۱) پرتاب‌گر چکش اهل اتحاد جماهیر سوسیالیستی شوروی بود.
سدیخ برنده مدال طلا پرتاب چکش بازی‌های المپیک تابستانی ۱۹۷۶ و ۱۹۸۰ و مدال نقره پرتاب چکش پیک ۱۹۸۸ شده است. وی همچنین برندهٔ جوایزی همچون نشان لنین شده است.
وی در ١۴ سپتامبر ۲۰۲١ و در ۶۶ سالگی درگذشت. 